# 加藤晋介
加藤 晋介（かとう しんすけ、1956年 - ）は、日本の弁護士。辰已法律研究所講師。

## 来歴・人物
岡山朝日高等学校を経て、東京大学に入学。在学中の1979年に司法試験合格。1980年に東京大学法学部を卒業。愛称はカトシン。東京都新宿区にある辰巳法律事務所を経営している。基本書解析講座などを受け持つ、司法試験予備校辰巳法律研究所の主任講師でもある。新社会党副委員長兼政策委員長も務める。

## 担当事件
鉄建公団訴訟の鉄建公団弁護団主任弁護士。弁護の結果、2005年9月15日、東京地方裁判所はJRへの採用で国鉄労働組合の組合員を不当に不利益に扱ったとしてJR側の組合差別を認め、慰謝料の支払いを命じたものの、事業団が1990年に国労組合員を解雇したことについては、JRの不採用者を事業団職員として雇用し続けたのは再就職準備のためとし、その根拠法が失効したこの年に雇用が終了するのは合法とした。原告・被告共に控訴した。

## 著書
- 『入門法律の読み方シリーズ ざっくり憲法』（辰已法律研究所）
- 『入門法律の読み方シリーズ ざっくり刑法』（辰已法律研究所）
- 『超実用 すぐひける法律用語辞典』
- 『司法試験合格をめざす人の本―ロースクール・現行試験ルート別ナビゲーション』
- 『司法試験受験対策ゼミ―3年後の合格を目指して! 』
- 『今さら他人には聞けない日本国憲法』
- 『新しい民法がわかる本―105のケース・スタディーと図解で条文がよめる!』
- 『生活トラブルで泣き寝入りしない本―文句を言いたい76場面のクレーム術』
- 『入門 刑法の読み方』
- 『入門の入門 日本国憲法のしくみ―見る読むわかる』
- 『わかる共犯』
- 『実用六法〈平成19年版〉』
- 『労働基準法は私達を守ってくれるのか』
- 『介護福祉関係法令集〈2002年版〉』
- 『弁護士加藤晋介のゼニの事件簿―パクリは死んでも許しません!』
- 『弁護士加藤晋介のゴト師の事件簿』
- 『読めば分かる大失業時代の本質』
- 『新しい民法がわかる本―105のケーススタディと図解で条文がよめる!学習にビジネスに暮らしに役立つ!』
- 『ざっくり民法（入門法律の読み方シリーズ）』